# Unter den Palmen
Unter den Palmen (Internationaler Titel: Under the Palms) ist ein Filmdrama der Regisseurin Miriam Kruishoop aus dem Jahr 1999 mit Helmut Berger und Udo Kier in den Hauptrollen. Die Dreharbeiten fanden in Rotterdam statt.

## Handlung
Das Ehepaar David und Tanja lebt vom Diebstahl. Eines Tages findet David ein Foto und verliebt sich in den darauf abgebildeten jungen Mann. David beginnt seine neue Liebe zu suchen, während er Konflikte mit seinem Halbbruder Ludwig und Tanja auszutragen hat.

## Hintergrund
Die Dreharbeiten fanden in Rotterdam statt. Der Film wurde unter anderem beim International Film Festival Rotterdam gezeigt. Gleichzeitig ist es der dritte gemeinsame Film von Helmut Berger und Udo Kier, die bereits in Das fünfte Gebot (1978) und Die 120 Tage von Bottrop (1997) zu sehen waren.

## Auszeichnungen
Niederländisches Filmfestival 1999
Gewonnen
- Vakprijs: Camera (Rogier Stoffers) (für seine Arbeit in den vergangenen fünf Jahren 1994–1999)

weitere Nominierungen
- Goldenes Kalb/Beste Regie (Miriam Kruishoop)